# Газиев, Бахаддин
Бахаддин Газиев (азерб. Bahəddin Həziyev; род. 1965) — азербайджанский журналист и главный редактор оппозиционной газеты Bizim Yol («Наш путь»). Заместитель председателя Партии Народного фронта Азербайджана (ПНФА).

## Биография
Родился 28 апреля 1965 года. Работал на радио «Свобода» и во многих газетах.

## Нападение в 2006
18 мая 2006 года был избит пятью неизвестными мужчинами на двух машинах. Они блокировали его, когда он ехал домой, вытащили его из машины и отвезли на окраину Баку, где избили его до потери сознания. Его нога была сломана в нескольких местах. Местные жители отвезли его в больницу. После года интенсивной медицинской помощи он вернулся к работе. Организация по безопасности и сотрудничеству в Европе (представительство в Баку) осудила нападение.